# Gulbrun skålmurkla
Gulbrun skålmurkla (Helvella cupuliformis) är en svampart som beskrevs av Dissing & Nannf. 1966. Gulbrun skålmurkla ingår i släktet Helvella och familjen Helvellaceae. Arten är reproducerande i Sverige. Inga underarter finns listade i Catalogue of Life.